# Часовня (Хаврогорское сельское поселение, Нижние Хаврогоры)
Часовня — деревня в Холмогорском районе Архангельской области.

## География
Находится в центральной части Архангельской области на расстоянии приблизительно 87 км на юг-юго-восток по прямой от районного центра села Холмогоры на правом берегу реки Северная Двина.

## История
Известна с 1731 года, когда здесь была построена Георгиевская часовня. В 1905 году здесь (тогда деревня Холмогорского уезда Архангельской губернии) было учтено 9 дворов. До 2022 года входила в Хаврогорское сельское поселение  до его упразднения. Деревня исторически входит в куст деревень с общим названием Нижние Хаврогоры.

## Население
Численность населения: 48 человек (1905 год), 5 (русские 100 %) в 2002 году, 2 в 2010.